# 22-й піхотний полк крайової оборони (Австро-Угорщина)
22-й Чернівецький піхотний полк крайової оборони Австро-Угорщини (нім. K.K. Landwehr-Infanterieregiment Czernowitz Nr.22) — піхотний полк імператорсько-королівської крайової (територіальної) оборони у м. Чернівці

## Історія полку
Регіон поповнення полку м.Чернівці та Коломия
Дата заснування: 1889 рік
Місце базування: Чернівці 
Полкові кольори: трава (grasgrün), срібні ґудзики з номером полку. 
У 1889 р. складався з 4 батальйонів: Радауц № 75 (Bukowinisches Landwehr Bataillon Radautz Nr. 75) - 1872 р.,  Кіцмань № 76 (Bukowinisches Landwehr Bataillon Kotzmann Nr. 76) - 1869 р., Чернівці № 77 (Bukowinisches Landwehr Bataillon Czernowitz Nr. 77) - 1869 р., Сучава № 78 (Bukowinisches Landwehr Bataillon Suczawa Nr. 78) - 1869 р.З 1 жовтня 1898 р. батальйон Сучава №78 був відокремлений і приєднаний до 36-го полку крайової оборони в Коломиї, як 2-й батальйон. 
Склад полку згідно реєстрів, у липні 1914 р. складав: 54% - румунів, 27% - русинів  . Чисельність полку крайової оборони (ландверу) у мирний час - 1439 осіб, а за штатом воєнного часу становила - 3648 осіб.
У 1903-1914 роках штаб полку та 1, 2, 4-й батальйони розміщувалися у Чернівцях, тоді як 3-й батальйон знаходився у Радівцях на півдні Буковини.
У серпні 1914 року полк входив до складу 86-ї піхотної бригади ОК, що належала до 43-ї піхотної дивізії ОК (ІІІ корпус)  .
Під час Першої світової війни полк брав участь у боях з росіянами у грудні 1914 р. у Галичині.
1 листопада 1918 відбулось таємне засідання українських офіцерів, де обговорювали об'єднання частин 41-го полку піхоти та 22-го полку крайової оборони; роззброєння чужих вояків та офіцерів; захоплення залізниці, складів та ключових точок в місті; а також встановлення влади Української Національної Ради. Проте 2 листопада полк був розпущений офіцерським корпусом (здебільшого неукраїнського походження), якраз напередодні Буковинського віча.

## Вояки полку
Командири полку
- Полковник Йоганн Лаврик (1903-1908)
- Полковник Лотар Ріттер фон Дорнфельд (1909-1910)
- Полковник Конрад Кріш (1911-1913)
- Полковник Алоїс Геттль (1914)

Офіцери штабу:
- Підполковник Альфред Ферстер,
- Підполковник Фелікс Шепарович,
- Підполковник Ігініо Кастельпієтра
- Підполковник Альфред Шквара.
- Майор Франц Тьєррі
- Майор Рудольф Діхтль

Офіцери
- капітан (сотник) Орест Драґан - керівник відділу скорострілів, учасник подій із встановлення української влади на Буковині

- лейтенант Єжи Місінський
- штатний лікар Юзеф Крисаковський